# 中國油氣控股

## 公司介紹
中國油氣控股有限公司，簡稱中國油氣控股（英語：Sino Oil and Gas Holdings Limited，港交所：0702），於2000年2月在香港證券交易所主板上市，從2009年開始為摩根斯坦利中小企業指數成份股。
當時在1984年，前主席李漢朝等人，於廣西（前總部）成立「广西黑五类食品集團有限公司」（前身為「广西南方儿童食品厂」）。該公司前身為「百姓食品控股有限公司」、「捷美（香港）控股有限公司」、「捷美能源控股有限公司」和「創新能源控股有限公司」，股份在2000年2月9日於港交所主板上市。原股东黑五类食品集團不再持有公司股权后，在2004年成为上市公司广西斯壮第一大股东，现为南方黑芝麻。
現階段，集團主要業務為天然氣及石油勘探與開採，主營非常規天然氣勘探開發，以煤層氣開採為主，同時適當將業務向產業鏈中下游延伸。主要投資區域包括：鄂爾多斯盆地東緣及沁水盆地，是中國最具代表性的煤層氣生產基地。

### 核心業務
目前集團核心業務乃透過旗下全資附屬公司奧瑞安能源國際有限公司（『奧瑞安』）與中石油天然氣集團公司（『中石油』）合作，於中國山西及陝西省之三交區塊勘探、開採及生產煤層氣。合作雙方自2010年簽訂分成合約（『PSC』），集團享有此項目70%權益。“三交煤層氣項目”是國家發改委於2011年發佈的《煤層氣（煤礦瓦斯）開發利用十二五規劃》中重點發展項目之一。三交-磧口煤層氣項目於2014及2015年分別被列入為國家及山西省重點開發項目之一。

### 企業里程碑
| 時間       | 里程碑 |
| ---------- | --- |
| 2015年3月  | 山西省政府確定 2015年為「項目提質增效年」，煤層氣項目為十大重點領域項目之一，而集團山西三交煤層氣項目已被列入為其中一項重點煤層氣項目                                        |
| 2014年12月 | 2014年，煤層氣產銷比達到94%，管道煤層氣銷售已佔期內總銷售量的近100% |
| 2014年9月  | 集團與中石油共同決定，上調三交煤層氣項目工業用戶之銷售價格，每立方米增加人民幣0.25元                                                                                         |
| 2014年7月  | 山西煤礦安全監察局頒發了首批五家煤層氣企業安全生產許可證，中國油氣控股旗下之奧瑞安能源國際有限公司成為全國首批取證企業，也成為中國首批煤層氣外國企業取得安全生產許可證的企業 |
| 2014年7月  | 三交煤層氣項目之環境影響報告書於2014年7月28日獲山西省環境保護廳批准。此報告書為三交項目整體開發方案中最為核心及具標誌性一項專項評估報告                                      |
| 2014年7月  | 成功配售593,000,000港元公司之新股 |
| 2013年4月  | 集團於2013年4月引入機構投資者中國東方資產管理公司，並向公司認購可換股票據共港幣2.75億元                                                                                      |
| 2012年12月 | 煤層氣日產量達到10萬立方米，開始管道銷售 |
| 2012年8月  | 三交煤層氣項目之整體開發計劃申請，獲得發改委－國家能源局同意三交地區煤層氣藏開發建設前期工作的覆函，第一階段建5億產能                                                        |
| 2012年1月  | 三交煤層氣區塊獲國家發展和改革委員會「十二五規劃」納入重點發展的項目之一 |
| 2011年12月 | 獲國銀金融租賃有限公司10億元人民幣之授信額度 |
| 2011年2月  | 三交煤層氣區塊經國家儲委專家評審組確認按相關中國標準證實儲量達435 億立方米                                                                                                   |
| 2010年11月 | 集團收購奧瑞安100%權益，正式進入中國煤層氣開發業務 |
| 2009年5月  | 集團成為摩根士丹利中小企業指數成分股 |
| 2006年3月  | 奧瑞安與中石油正式簽訂三交煤層氣區塊產品分成合同，雙方分成比例分別為奧瑞安 70%及中石油30%                                                                                    |

主要股東為深圳市神州通投資集團有限公司旗下神州通國際有限公司，以及深圳京基集團董事長陳華，它們分別持有1,611,350,000 股股份（10.92%）和784,251,796 股股份（5.21%）。

## 外部連結
- sino-oilgas.hk（页面存档备份，存于）